# Костогрызовский сельский совет (Каховский район)
Костогрызовский сельский совет (укр. Костогризівська сільська рада) — входит в состав
Каховского района
Херсонской области
Украины.
Административный центр сельского совета находится в 
с. Костогрызово
.

## История
- 1880 — дата образования.

## Населённые пункты совета
- с. Костогрызово
- с. Богдановка
- с. Наталовка